# 山手正史
山手 正史（やまて まさし、1956年8月7日 - ）は、日本の法学者。専門は商法、国際取引法。慶應義塾大学法科大学院教授。岩崎稜門下。日本において国際取引法学という学問分野を構築した先駆者の一人であるが、本人は国際取引法学者と呼ばれることを好まず、あくまで商法学者であることにこだわっている（注1）。早くから国際物品売買契約に関する国際連合条約（CISG）への加盟を促す多くの論稿を発表し、同条約の日本での発効を実現した立役者の一人でもある。

## 経歴
- 1956年8月7日 大阪府大阪市生まれ
- 1975年3月 大阪府立清水谷高等学校卒業
- 1981年3月 大阪市立大学法学部卒業
- 1983年3月 同大学院法学研究科前期博士課程修了
- 1987年3月 同後期博士課程単位取得退学
- 1987年4月 東北学院大学法学部助手
- 1988年4月 同専任講師
- 1989年4月 同助教授
- 1997年4月 立命館大学法学部教授
- 2003年4月 慶應義塾大学法科大学院開設準備室教授
- 2004年4月 同法科大学院教授

## 主要著作
- 「lex mercatoria についての一考察(1)(2・完)」大阪市立大学法学雑誌33巻3号・4号（1987年）
- 『国際売買法〔現代法律学全集60〕』（共著、青林書院、1993年）
- 『セミナー商法』（共著、日本評論社、1996年）
- 「西原寛一の商法学」倉沢康一郎＝奥島孝康編『昭和商法学史〔岩崎稜先生追悼論文集〕』（日本評論社、1996年）
- 『岩波講座・現代の法7〔企業と法〕』（共著、岩波書店、1998年）
- 「ウィーン売買条約（CISG）」私法70号（2008年）

## その他
- （注1）「国際取引担当者の嘆き」立命館大学法学部ニューズレター第9号 https://www.ritsumei.ac.jp/acd/cg/law/lex/nl/Nl9.pdf#search